# Telmiso
Telmiso (en griego antiguo, Τελμισσός) fue un antiguo asentamiento de Caria.
Según Plinio el Viejo, Alejandro Magno unió a Halicarnaso seis ciudades en sinecismo, y entre las seis cita la ciudad de Telmiso, junto a Teángela, Medmasa, Uranio, Pédaso y Side. Estrabón, sin embargo, señala que este sinecismo habría sido realizado, con anterioridad, en época de Mausolo  (en torno al año 370 a. C.)
Se conserva una inscripción, aproximadamente del año 300 a. C. que menciona a Apolo Telmesio en un contexto del que se deduce que existía un oráculo de esta divinidad.